# Beltsville
Beltsville és una concentració de població designada pel cens dels Estats Units a l'estat de Maryland. Segons el cens del 2000 tenia 15.690 habitants.

## Demografia
Segons el cens del 2000, Beltsville tenia 15.690 habitants, 5.690 habitatges, i 3.823 famílies. La densitat de població era de 913,7 habitants per km².
Dels 5.690 habitatges en un 32,4% hi vivien nens de menys de 18 anys, en un 49% hi vivien parelles casades, en un 13,5% dones solteres, i en un 32,8% no eren unitats familiars. En el 23% dels habitatges hi vivien persones soles el 5,1% de les quals corresponia a persones de 65 anys o més que vivien soles. El nombre mitjà de persones vivint en cada habitatge era de 2,74 i el nombre mitjà de persones que vivien en cada família era de 3,27.
Per edats la població es repartia de la següent manera: un 23,6% tenia menys de 18 anys, un 10,3% entre 18 i 24, un 34,5% entre 25 i 44, un 22,6% de 45 a 60 i un 8,9% 65 anys o més.
L'edat mediana era de 35 anys. Per cada 100 dones de 18 o més anys hi havia 91,8 homes.
La renda mediana per habitatge era de 57.722 $ i la renda mediana per família de 66.087 $. Els homes tenien una renda mediana de 40.914 $ mentre que les dones 35.645 $. La renda per capita de la població era de 24.679 $. Entorn del 5,5% de les famílies i el 7,2% de la població estaven per davall del llindar de pobresa.

## Poblacions més properes
El següent diagrama mostra les poblacions més properes.